# Слађана Перуновић
Слађана Перуновић је црногорска атлетичарка. Рођена је 1984. године, тренутно је члан АК „Никшић“ из Никшића. Тренер је Драго Мусић .
Слађана Перуновић је стандардна сениорска репрезентативка Црне Горе, учесница Светског првенства у Берлину у дисциплини 1500 m – где је трчала у границама личног и сениорског рекорда Црне Горе. Учесница је олимпијских игара у Лондону 2012. године. Седам пута је проглашавана за најуспешнију атлетичарку Црне Горе. Добила је и награду за најбољег атлетичара Никшића.
Прва је спортисткиња Црне Горе која је поставила олимпијску норму што се тиче индивидуалних спортова.

## Резултати
- Првак Црне Горе на 400, 1.500, 3.000, кросу на 3.000 м, маратону, 5.000 м улична трка,
- Побједник Трофеја Црне Горе на 1.500 м,
- постављени рекорди Црне Горе у 2009. години: на 3.000 м у дворани, 1.500 м, 3.000 м, полумаратону и маратону,
- 4. место на првенству Балкана у маратону,
- 4. место на првенству Балкана у дворани на 3.000 м,
- 9. место на Првенству Балкана у кросу на 8.000 м,
- 4. место на 1.500 и 6. место на 3.000 са препрекама на Екипном првенству Европе,
- 8. место у полуфиналу на 800 и 1.500 м на Универзијади у Београду,
- 3. место на митингу "Мађар соа" у Сенти на 1500,
- 1. место на Првенству Црне Горе у кросу 4. 000,
- 1. место на Првенству Црне Горе у кросу 2006—2010.[2].
- 1. место на Првенству Црне Горе на 10.000 м,
- 1. место на 3. Универзитетском првенству Црне Горе на 1.500 м,
- 4. место на полумаратону у Сарајеву 2009,
- 2. место на Уличној трци Никшић 2009,
- 2. место на 5.000 м (16:25,91 лични рекорд) на Европском екипном првенству 3. лиге 19. јун 2011. Рејкјавик[тражи се извор]
- 1. место на 3.000 м препрекама (9:34,24 лични рекорд) на Европском екипном првенству 3. лиге 18. јун 2011. Рејкјавик
- 1. место на Уличној трци Добој 2012,
- 1. место на 3. Универзитетском кросу Црне Горе,
- 1. место на првенству Балкана у полумаратону у Каварни 2012.
- 3. место на полумаратону у Сарајеву 2012,
- 1. место на Уличној трци Никшић 2012,
- 2. место на полумаратону у Нишу 2012,
- 3. место на полумаратону у Ријеци 2013,
- 3. место на маратону у Подгорици 2012,
- 4. место на полумаратону у Приштини 2013,
- MОСИ Беране 2012,
- 2. место на Уличној трци Цетиње 2009, Даниловград 2009, као и освојено
- 3. место на Трци ослобођења Подгорице-2009 у трци сениорки на 3.000 метара[3].
- 1. место на 10.000 метара на Играма малих земаља Европе 2013 у Луксембургу са новим националним рекордом 35:21,[4]

## Београдски маратон 2010
Црногорска атлетичарка Слађана Перуновић освојила је друго место у полумаратонској трци на 23. Београдском маратону, трку на 21 километар завршила за сат, 26 минута и 18 секунди. Перуновићева је након трке рекла:
Није ми био толико битан резултат, колико пласман. Сматрам да више од овога нијесам могла.

## Лични рекорди Слађане Перуновић[6]
На отвореном
800 м — 2:22,03 — Бар - 4. август 2007.
1.500 м — 4:31,6 — Бар — 1. мај 2009.
3.000 м — 10:49,66 — Бар — 4. август 2007.
5.000 м — 18:29,51 — Зеница — 24. јун 2007.
10.000 м — 35:21 — Луксембург — 28. мај 2013.
Маратон — 2:39,07 — Лондон — 5. август 2012.
У дворани
1.500 м — 4:38,27 — Атина — 9. фебруар 2008.